# グランセナ新潟サッカースタジアム
グランセナ新潟サッカースタジアム（グランセナにいがたサッカースタジアム）は新潟県新潟市西区のグランセナフットボールクラブハウス内にあるサッカー場である。

## 沿革
- 2007年（平成19年）4月
  - グランセナ新潟サッカースタジアムを設立[1]。
  - フルコート2面、屋根付フットサルコート2面、屋外フットサルコート1面とクラブハウスを完成。
- 2021年（令和3年）11月 - グランセナサッカースクール初のパーソナルトレーニングを実施[2]。
- 2024年（令和6年）2月27日 - グランセナ新潟FCアミーゴスU-15新カテゴリーを開設[3]。

## 施設概要
- 面積：33,000 m2（10,000坪）
- フルコートピッチ 2面（105ｍ × 68ｍ）[4]
- ジュニアコート 4面（68ｍ × 50ｍ）
- グラウンド：人工芝（ゴムチップ入のロングパイル）
- フットサルコート 屋根付2面、屋外1面（36ｍ × 18ｍ）
- 収容人数：400人（380人、60人）フットサルコート 50人
- 照明塔：8基
- クラブハウス：小規模保育園、更衣室4室、シャワールーム×11、ミーティングルーム（30名）、フィットネスルーム （ランニングマシーン、ライフサイクル、クロストレーナー等）、レストルーム、レストラン、監督、コーチルーム、サッカーミュージアム

## アクセス

### 鉄道
- 越後線寺尾駅から徒歩35分

### タクシー
- 寺尾駅から5分